# Szablik István
Szablik István (Szeged, 1746. május 8. – Kalocsa, 1816. május 12.) bölcseleti doktor, piarista áldozópap és tanár.

## Élete
1762. október 3-án lépett a rendbe Privigyén, ahonnan a noviciátus elvégzése után Nyitrára került, hogy bölcseletet tanuljon. 1765-ben Szegedre, 1768-ban Vácra helyezték, tanárnak. 1771-72-ben Nyitrán, 1774-75-ben Veszprémben időzött, majd Nagykanizsán az oknyomozó történelmet és természettant tanította. Innen Tatára, majd Pestre küldték elöljárói, amikor különösen a fizikában széleskörű, alapos ismereteivel feltűnt. 1783-ban mindjárt a Montgolfier fivérek kísérletei után léggömböt készített és 1784. augusztus 15-én egész Buda és Pest nagy csodálatára, a maga költségén készült első magyar léghajót fölbocsátotta a piarista ház udvaráról, megszemlélésére még a városi tanács is kivonult. (1785-ben Szegeden is megismételte ezt.) Az első magyar iskolai földgömböt is ő készítette 1784-ben.
1781-84-ig terjedő pesti tanárkodása után Szegeden mint igazgató működött 1790-ig. E hivatalában sok kellemetlenség érte, s a helytartótanács elmozdíttatását kérte. Ennek oka főként az volt, hogy II. József tanügyi rendeleteit és iskolai rendszerét nem volt hajlandó bevezetni. A Makón rokonainál tartózkodó tanárt a vármegye rendjei visszahelyezték állásába, elöljárói viszont felsőbb utasításra Kisszebenbe küldték. Nemsokára Nagykárolyba került, ahol a bölcseleti tanfolyamon az oknyomozó történelmet és a természettant tanította. 1796-től 1800-ig Vácott ugyanazon tárgyakat tanította a rend növendékeinek. Azután megfordult Tatán mint vicerektor, majd Máramarosszigeten. Egy ideig Veszprémben és Nagykanizsán házfőnök volt; míg végül elöljárói Kalocsára küldték.
A fizika körébe vágó fontos kéziratai valahol lappanganak; fizikai szemléltetőeszközeit és találmányait Vácon őrzik.